# 媧皇始源大花蚤
媧皇始源大花蚤（學名：Archaeoripiphorus nuwa）為鞘翅目大花蚤科當中一個已滅絕的物種。本種化石發現自內蒙古寧城縣道虎溝化石層生物群（九龍山組，中侏罗世，約1.65億年前）。

## 發現過程
2016年，台灣大學昆蟲學系學生蕭昀於廣州中山大學交換期間，與中山大學、北京首都師範大學的研究團隊合作，發現了一種大花蚤科 （Ripiphoridae）甲蟲的化石新種，是已知大花蚤科年代最古老的化石紀錄，產於約為1.65億年前中侏儸世的內蒙古森林。本件化石的年代早於過去依照分子序列推估大花蚤科的起源時間，將該科的歷史向前推進至侏儸紀中期。後來研究團隊將該種依照中國神話的創世女神女媧命名，稱為媧皇始源大花蚤。

## 形態描述
根據蕭昀等人分析的標本，本種屬於小型甲蟲，體型修長，長約15.5毫米，體寬5.0毫米，鞘翅長10.0毫米。全身身體光滑，表面被覆短毛。頭長2.0毫米，表面有稀疏點刻。眼睛橢圓，眼緣輕微凹陷。額楯縫（Frontoclypeal suture）不明顯。頭楯上緣輕微彎曲。上唇大致成方形，邊緣圓弧。小顎鬚（maxillary palpomere）斧狀。觸角11節，長3.4毫米。
前胸近三角形，略窄於最寬體幅，於鞘翅基部相接處稍微縮窄。前胸背板長3.5毫米，寬4.0毫米，表面有密集點刻。前緣平直截形，後緣三葉形。鞘翅長約為寬度的兩倍，表面具有密集點刻。足修長，爪式略成梳狀，脛節頂端稍寬，脛上無棘刺。中足及後足的跗節與脛節約略等長，後足的跗節略短於脛節。前足及中足皆為5個跗節，後足僅有4個跗節。

## 系統分類學

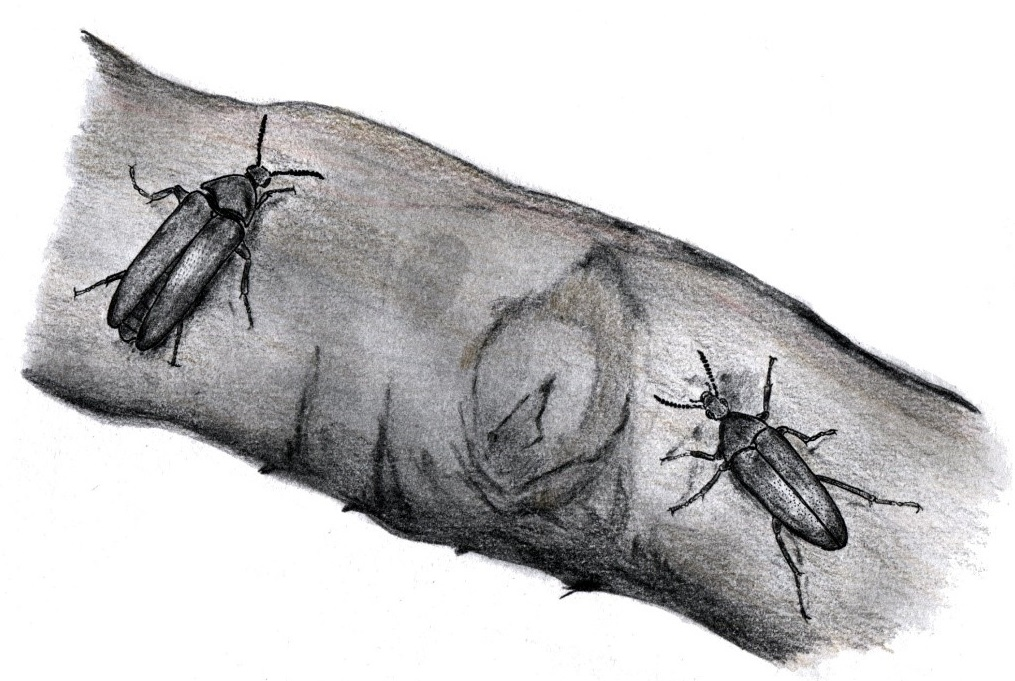
媧皇始源大花蚤的想像復原圖

本種在形態上類似 Pelecotominae 和 Ptilophorinae 兩個亞科，擁有完整覆蓋腹部的翅鞘。然而本種足脛節末端簡單，不若此兩亞科成員有叢簇或成列脛刺，此外也互有一些特徵無法吻合這兩個亞科。由於無法輕易的進行亞科的歸類，因此暫列為亞科地位未定位。

## 古生物學

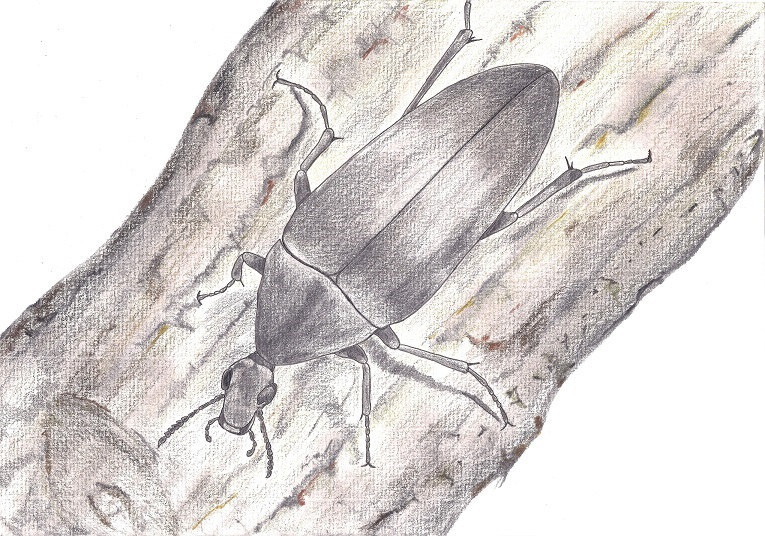
媧皇始源大花蚤的想像復原圖

媧皇始源大花蚤的模式標本採集自內蒙古道虎溝村的道虎溝化石層生物群。約原生於1.65億年前中侏儸世的森林，本種非常近似Pelecotominae 和 Ptilophorinae 兩個亞科成員，由於已知 Pelecotominae 的成員會寄生木棲的甲蟲類群幼蟲，從外型的相似性，以及九龍山組也出土不少幼生期朽木棲的甲蟲類群的化石物種，因此推測本種可能已建立與朽木棲甲蟲的寄生關係。

## 外部連結
- ZooBank上的媧皇始源大花蚤